# Сизихин, Сергей Валерьевич
Серге́й Вале́рьевич Сизи́хин (укр. Сергій Валерійович Сизихін; род. 2 марта 1980, Жданов, Донецкая область) — украинский футболист и футбольный тренер.

## Карьера игрока
Воспитанник Донецкого высшего училища олимпийского резерва имени Сергея Бубки, которое окончил в 1999 году с отличием. После окончания училища начинает игровую карьеру в клубе Второй лиги «Машиностроитель». Затем переходит в донецкий «Металлург» и в составе фарм-клуба «Металлург-2», который в сезоне 2001/02 становится бронзовым призёром Второй лиги, участвует в 25-ти играх. Одновременно с началом игровой карьеры продолжает обучение в Донецком государственном институте здоровья, физического воспитания и спорта и в 2002 году получает диплом о высшем образовании по специальности «физическое воспитание».
После кратковременного пребывания в сумском «Спартаке» переходит в начале 2003 года в ужгородское «Закарпатье», которое в сезоне 2003/04 становится победителем Первой лиги и выходит в Высшую лигу чемпионата Украины. В 2004 году получил звание мастера спорта Украины по футболу.
В сезонах 2004/05 и 2005/06 продолжает свою игровую карьеру в днепродзержинском клубе «Сталь». В 2006 году отправляется в Ереван, где в течение полугода играет в составе клуба Премьер-лиги Армении «Бананц». В 2006 году участвовал в играх Кубка УЕФА. Затем в сезонах 2006/07 и 2007/08 выступает за «Гелиос» (Харьков). В 2008—2009 становится участником команды клуба «Днепр» (Черкассы) и по окончании сезона завершает игровую карьеру.

## Тренерская карьера
С 2012 по 2015 год работает старшим тренером во второй команде футбольного клуба «Гелиос» — «Гелиос-Академии». В апреле—июле 2015 года являлся исполняющим обязанности главного тренера «Гелиоса». С июля 2015 года возглавляет команду в качестве главного тренера. В сезоне 2015/16 под руководством Сизихина команда вышла в 1/8 финала Кубка Украины.